# Náměšť nad Oslavou (stacja kolejowa)
Náměšť nad Oslavou – stacja kolejowa w miejscowości Náměšť nad Oslavou, w kraju Wysoczyna, w Czechach Znajduje się na wysokości 285 m n.p.m.
Stacja nie posiada żadnych kas biletowych, a obsługa podróżnych odbywa się w pociągu.

## Linie kolejowe
- 240 Brno - Jihlava